# Gobernación del Chaco
La gobernación del Chaco o territorio nacional del Gran Chaco fue el primer territorio nacional creado en la República Argentina. Existió entre 1872 y 1884 y abarcaba la totalidad de las actuales provincias del Chaco y Formosa, parte de las actuales provincias de Santa Fe, Salta y Santiago del Estero y hasta 1878 también una zona que luego quedó bajo soberanía paraguaya. 
Fue desmembrado en 1884 por medio de la Ley Nacional N.º 1532, que subdividió su amplia superficie creando el territorio nacional del Chaco y el territorio nacional de Formosa. Su cabecera inicial fue Villa Occidental, población que debió ser devuelta al Paraguay en 1879 tras un laudo arbitral del presidente de los Estados Unidos Rutherford B. Hayes que falló en favor del Paraguay respecto a la disputa por los territorios ubicados entre los ríos Pilcomayo y Verde (Laudo Hayes). El gobierno tomó sede provisoriamente en la Isla del Cerrito, para mudarse luego a la recién creada ciudad de Formosa.
La importancia de esta unidad administrativa viene dada por haber sido la primera región argentina fuera de los límites de las provincias en los que se estableció un gobierno territorial, y si bien su creación estuvo urgida por razones de política exterior, sirvió como modelo para los restantes territorios nacionales. Cabe aclarar que habría que esperar hasta 1878 para que apareciera el siguiente territorio en ser creado, que fue la gobernación de la Patagonia.

## Antecedentes
Salvo esporádicas poblaciones y reducciones indígenas a cargo de jesuitas el Gran Chaco estuvo bajo el dominio de los indios durante el Imperio español. El antecedente más directo fue la provincia del Chaco Gualamba, entidad que llegó a concretarse brevemente desde la fundación de su capital Santiago de Guadalcázar en 1626, la cual fuera destruida por los indios en 1632. Las ciudades limítrofes tuvieron algún grado de injerencia por proximidad, pero tampoco pudieron hacerse cargo de la zona; esta situación se mantuvo con la independencia de la Argentina, Paraguay y Bolivia, quedando el Gran Chaco como un gran vacío en el cual los límites se tornaban muy difusos.
Al reconocer la Argentina en 1852 la independencia del Paraguay comenzaron las negociaciones entre ambos países por la soberanía del territorio, que derivó en ese mismo año en un tratado por el cual el Paraguay obtenía el dominio de las tierras situadas al norte del río Bermejo. Debido a que el Congreso argentino no reconoció el resultado de estas negociaciones las mismas se retomaron en 1856, sin lograrse avances. El denominado Chaco Austral nunca fue pretendido por Paraguay —excepción hecha de la estratégica Isla del Cerrito—, quedando el conflicto reducido al Chaco Central y al Chaco Boreal. En este último el Paraguay concentró sus esfuerzos, defendiendo una colonia de franceses y la pequeña población de Villa Occidental.
Al estallar la Guerra de la Triple Alianza en 1865, la Argentina modificó sus pretensiones territoriales, al establecer como divisoria el río Paraguay hasta la Bahía Negra, en el límite con el Brasil. Las acciones militares por su lado, motivaron el ingreso del Paraguay en el Chaco Central. Al perder el Paraguay la guerra, el Brasil logró el fracaso de la negociación colectiva para sostener sus intereses: la concesión de los territorios en litigio que tenía en el norte y este de Paraguay, y la anulación de las demandas territoriales argentinas. El gobierno paraguayo —manejado en realidad por la diplomacia brasileña— firmó un acuerdo de límites con los brasileños y comenzó la defensa diplomática de los territorios en conflicto con la Argentina. Mientras tanto, el gobierno argentino había desalojado por la fuerza las colonias paraguayas ubicadas en Villa Occidental, y estableció allí un cuartel militar, medida protestada por el gobierno paraguayo con el aval del Brasil.
En lo político la figura del territorio nacional había sido tratada en la Constitución Argentina de 1853 —que reconocía el dominio federal sobre los territorios argentinos no asignados a ninguna provincia— y la ley 28, sancionada en 1862, por la cual se disponía el arreglo de los límites de las provincias con estos territorios.

## Creación del territorio
Ante la inminente escalada en los hechos, el gobierno de Domingo Faustino Sarmiento tomó el 5 de febrero de 1872 una decisión apresurada pero estratégica para la geopolítica de Argentina: crear una gobernación del Chaco con sede en Villa Occidental, centro del conflicto. Debido al receso administrativo, la resolución ministerial debió esperar hasta el 18 de octubre para transformarse en la Ley 576, la cual oficializó a Julio de Vedia como primer gobernador. La misma tuvo carácter provisorio, hasta tanto se dicte una norma general para todos los territorios nacionales; no obstante, su alcance fijó las bases de la administración territorial, basándose en la experiencia estadounidense sobre los territorios del Oeste. Como punto sobresaliente, la figura del Gobernador (designado por el Poder Ejecutivo Nacional por un plazo de tres años) tenía como principales atributos la seguridad, fomento y colonización del territorio. La justicia quedaría a cargo de jueces de paz, y la vida urbana encomendada a comisiones municipales; ambas instituciones serían designadas por el gobernador, salvo que los pueblos alcanzaran una población mínima de diez mil habitantes.
El territorio cubierto era realmente vasto: abarcaba las actuales provincias del Chaco, Formosa, parte de las actuales provincias de Salta, Santa Fe y Santiago del Estero, más los territorios luego adjudicados al Paraguay y ubicados entre los ríos Pilcomayo y Verde. Hacia el oeste el límite se tornaba impreciso, y a la postre motivó la cruenta Guerra del Chaco entre Paraguay y Bolivia.
La región entre los ríos Pilcomayo, Paraguay y Bermejo permaneció reclamada por Bolivia hasta la firma del tratado del 10 de mayo de 1889 que fijó el límite en los ríos Bermejo y Grande de Tarija, siguiendo por el paralelo 22° S hasta el río Pilcomayo y luego por este río.

## La cuestión de límites
Las negociaciones continuaron a cargo de Mitre, quien viajó en 1872 a Río de Janeiro y al año siguiente a Asunción del Paraguay, sin resultados concretos. En 1875, el representante paraguayo Jaime Sosa acordó con el canciller argentino Carlos Tejedor la cesión del Chaco Boreal hasta el arroyo Verde a la Argentina; la presión brasileña logró rechazar el acuerdo y separar a Sosa de la negociación. La Isla del Cerrito, ubicada en la desembocadura del río Paraguay sobre el Paraná, permaneció en ese lapso bajo el dominio de una guarnición brasileña, que recién se retiraría el 22 de mayo de 1876.
El 3 de febrero de 1876 los cancilleres Facundo Machaín y Bernardo de Irigoyen llegaron a un acuerdo definitivo: quedarían fuera de cuestión los territorios ubicados al sur del río Pilcomayo (Chaco Central) y los ubicados al norte del río Verde, siendo reconocidos como argentino y paraguayo respectivamente; se reconocía el derecho argentino a la Isla del Cerrito; y finalmente se sometía el territorio ubicado entre los ríos Pilcomayo y Verde a un arbitraje internacional. El mismo quedó a cargo del presidente estadounidense Rutherford Hayes, quien falló en favor del Paraguay el 12 de noviembre de 1878.
Como consecuencia de este arbitraje concluyó definitivamente la más importante cuestión de límites entre la Argentina y el Paraguay, y Villa Occidental volvió a la soberanía paraguaya el 14 de mayo de 1879. La capital se trasladó provisoriamente a la Isla del Cerrito.
Mientras tanto se suscitó una cuestión interna de jurisdicción, como consecuencia de la lejanía del Gobernador del Territorio a la incipiente población ubicada en el Paraje San Fernando, que necesitaba con urgencia una autoridad que imponga orden y seguridad en las conflictivas relaciones entre patrones, obrajeros e indios. En 1873 el diputado correntino José Luis Cabral presentó el desdoblamiento del Gobierno del Chaco tomando como límite el río Bermejo, que derivaría en la creación de la Jefatura Política del Chaco. El debate central pasó a ser si la misma dependería del Gobernador del Territorio o del Ministerio del Interior; si bien en Diputados prevaleció el primer criterio, el Senado impuso la dependencia política del Ministerio del Interior. Se llegó así a una situación claramente conflictiva, la Jefatura formaba parte de la jurisdicción del territorio nacional, pero el Jefe Político no reconocía al Gobernador como su superior. A esto se sumó que la ley de creación repetía 9 artículos de la ley de Territorios Nacionales, en una clara superposición de funciones. Dicha decisión política sólo se sostuvo entre el 29 de marzo de 1875 —cuando se promulgó la ley y se designó a Aurelio Díaz como Jefe Político— y el 7 de noviembre del mismo año, fecha en la que el Gobierno Nacional decretó la subordinación del Jefe Político al Gobernador del Territorio mediante. No obstante, las desavenencias continuaron; en marzo del año siguiente el gobernador Napoleón Uriburu solicitó la suspensión de la Jefatura y su reemplazo por una comisaría y un jefe militar. A su vez la resolución del conflicto limítrofe otorgó al Gobernador un margen mayor para encargarse de los territorios australes. Fue así como a fines de 1876 y sin mayores explicaciones la Jefatura fue aparentemente suprimida.

## Vida institucional
Julio de Vedia cumplió los tres años de su mandato atento a la resolución del conflicto con Paraguay, algo que recién sucedió durante el mandato de su sucesor el coronel Napoleón Uriburu; antes de que asumiera Uriburu, el cónsul argentino en Asunción Sinforiano Alcorta fue designado gobernador interino durante la primera mitad de 1875. También ocuparon interinamente el cargo durante la gestión de Vedia los secretarios generales de la gobernación Federico Mitre y Agustín Ceppi. Uriburu tomó el mando entre 1875 y 1876, destacándose las desavenencias con el Jefe Político Aurelio Díaz y una incursión contra los indios que asolaban el Paraje San Fernando. Uriburu solicitó al final de su mandato que las dependencias oficiales se instalaran en la recientemente recuperada Isla del Cerrito. El Coronel Luis Jorge Fontana se demoró en el traslado de la gobernación, y al poco tiempo de asumir Pantaleón Gómez (sucesor de Uriburu) le dio la contraorden de regresar a Villa Occidental. Fontana —quien oficiaba de secretario general de la gobernación entre 1875 y 1884— fue en varias ocasiones (1876, 1878 y 1879) gobernador provisorio, y su gestión es largamente recordada por su exitosa combinación de experiencia militar en el resguardo de la frontera norte y su curiosidad científica.
Pantaleón Gómez ostentó el cargo hasta 1878, signado por un conflicto político en la política de la Provincia de Corrientes y sus desencuentros con el ministro Saturnino María Laspiur; a continuación asumió Lucio V. Mansilla, gobernador hasta el año 1880. Mansilla le solicitó a Luis Jorge Fontana la creación de una villa con el objetivo de servir de base a las autoridades territoriales, a lo cual Fontana cumplimentó fundando la ciudad de Formosa el 8 de abril de 1879. Al mes siguiente Villa Occidental fue devuelta y las autoridades tuvieron su sede en Formosa hasta la disolución del territorio.
Finalmente ocuparon el cargo Francisco Bosch entre 1880 y 1883, mientras que Ignacio Fotheringham no logró cumplir su trienio, ya que durante el transcurso de su mandato la Gobernación fue subdividida; de todos modos su gestión tuvo una continuidad como primer gobernador del territorio nacional de Formosa.
Probablemente el hecho más trascendental durante la corta existencia del Territorio es que la región del Chaco comienza a ser conocida, no solo por los hechos políticos que se suscitaban, sino por los estudios científicos e informes que dejaron constancia de lo sucedido durante aquellos años. Por otro lado nacieron y se fortalecieron los primeros poblados, como el complejo industrial de Villa Ocampo instalado por Manuel Ocampo Samanés, o el desarrollo de la Colonia Resistencia.

## Subdivisión
El 23 de junio de 1884 el presidente Julio Argentino Roca remitió la ley orgánica de los territorios nacionales, que hasta ese momento eran tres: la gobernación del Chaco, la gobernación de la Patagonia y el territorio nacional de Misiones. Solamente en este último no se proponían cambios, mientras que el Chaco sería subdivido en dos territorios, y la Patagonia en cuatro. Durante 1884 el proyecto fue debatido ampliamente, entre los cuales quedó una demarcación de límites con las provincias de Salta, Santa Fe y Santiago del Estero.
Una vez promulgada la ley el territorio del Chaco quedó escindido en el territorio nacional del Chaco con sede en la ciudad de Resistencia, y el territorio nacional de Formosa, con sede en la ciudad de Formosa. Ambos quedaron separados por el río Bermejo, repitiendo así la efímera separación acaecida durante la existencia de la Jefatura Política del Chaco.

## Gobernadores
| N.º  | Retrato | Titular              | Inicio                 | Fin                     | Observación | Secretario General |
| ---- | ------- | -------------------- | ---------------------- | ----------------------- | --- | ------------------ |
| 1    |         | Julio de Vedia       | 31 de enero de 1872    | 31 de enero de 1875     | Establecido como Gobernador por Sarmiento, cuando se desempeñaba como Jefe de las Fuerzas Argentinas de Ocupación en el Paraguay. Se le encargó dirimir las cuestiones administrativas y organizativas que hacían a la vida prosperidad de Villa Occidental, (re denominada Villa Argentina) | Belisario Gache    |
| Int. |         | Belisario Gache      | 31 de enero de 1875    | 20 de febrero de 1875   | Gobernador en ejercicio, por ser Secretario del Gobernador saliente, hasta que asume el próximo. | Él mismo           |
| 2    |         | Napoleón Uriburu     | 20 de febrero de 1875  | 3 de octubre de 1876    | Segundo gobernador. Organizó excursiones por el Río Pilcomayo. Fundó la Colonia Resistencia, construyó caminos, controló el trabajo en los obrajes, trazo nuevas colonias y fundó el periódico El chaco en Villa Occidental. La principal preocupación de su gobierno fue el sometimiento de la indiada, cuyos malones amenazaban las poblaciones. Traslado la sede de la gobernación a la Isla del Cerrito, tras la retirada de las tropas brasileras. | Luis Jorge Fontana |
| Int. |         | Luis Jorge Fontana   | 3 de octubre de 1876   | 1 de enero de 1877      | Gobernador en ejercicio, por ser Secretario del Gobernador saliente, hasta que asume el próximo. | Él mismo           |
| 3    |         | Pantaleón Gómez      | 1 de enero de 1877     | 28 de octubre de 1878   | Tercer Gobernador. Fue nombrado por Avellaneda. | Luis Jorge Fontana |
| 4    |         | Lucio V. Mansilla    | 28 de octubre de 1878  | 15 de mayo de 1879      | Cuarto gobernador. Se desempeñó efectivamente hasta el 15 de mayo de 1879, cuando le delegó el ejercicio de la gobernación a su Secretario. | Luis Jorge Fontana |
| Int. |         | Luis Jorge Fontana   | 15 de mayo de 1879     | 5 de noviembre de 1880  | Gobernador en ejercicio. Fundó la ciudad de Formosa el 8 de abril de 1879, y traslado la sede del gobierno a la misma. | Él mismo           |
| 5    |         | Francisco Bosch      | 5 de noviembre de 1880 | 3 de octubre de 1883    | Quinto Gobernador. Comandó una expedición, por plan del Ministro de Guerra de la Nación, que permitió el reconocimiento de 200 leguas inexploradas. Promovió el adelanto regional. |                    |
| 6    |         | Ignacio Fotheringham | 3 de octubre de 1883   | 25 de noviembre de 1884 | Sexto Gobernador. Participó de la campaña del Chaco de 1884, asegurando la ocupación Argentina de los puntos estratégicos del Chaco. |                    |